# The Destroyer (film 1915 Garwood)
The Destroyer è un cortometraggio muto del 1915 diretto da William Garwood.

## Produzione
Il film fu prodotto dall'Independent Moving Pictures Co. of America (IMP).

## Distribuzione
Distribuito dall'Universal Film Manufacturing Company, uscì nelle sale cinematografiche USA l'8 marzo 1915.